# Johann Christian Günther

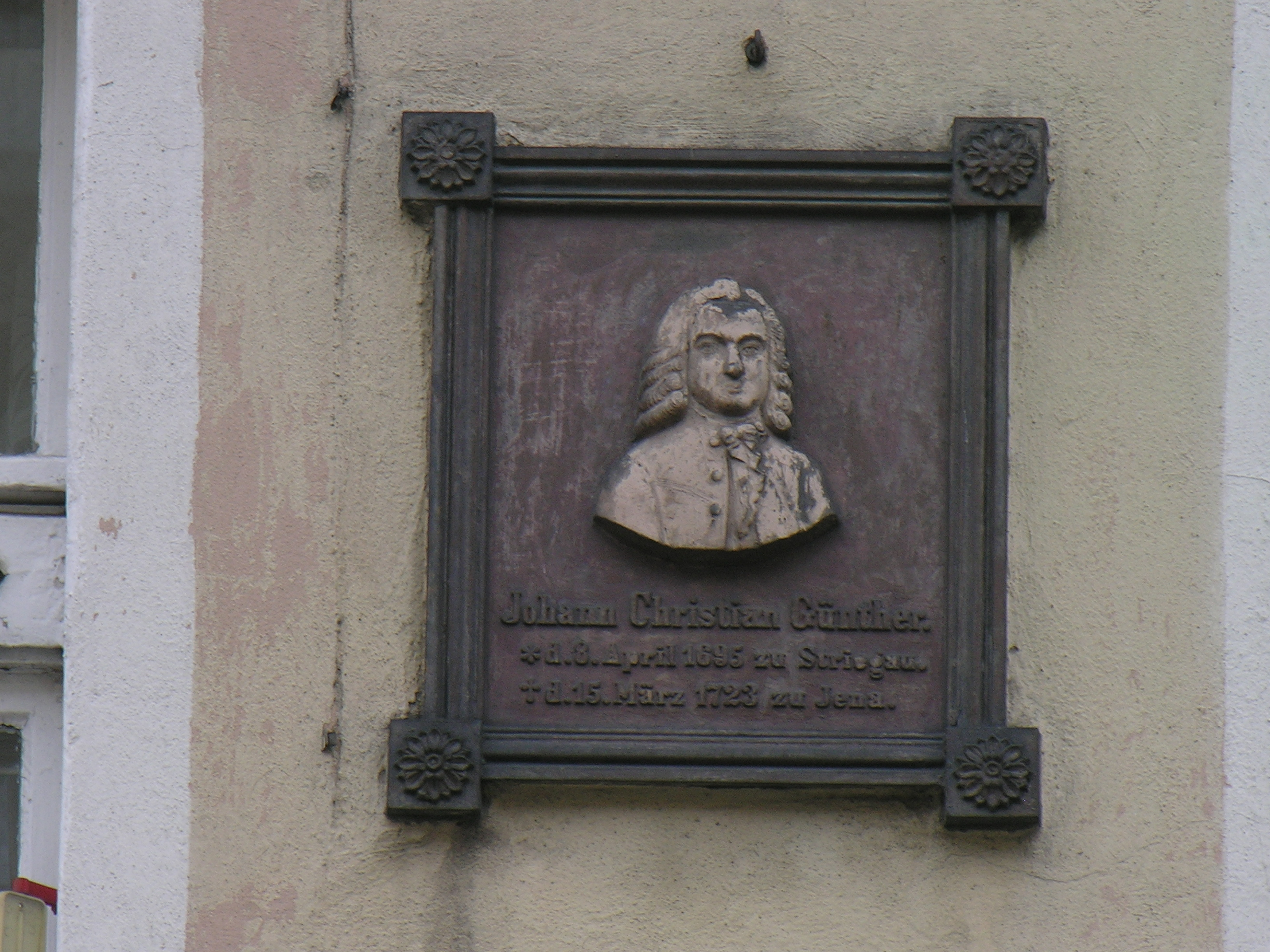
Pamětní deska v jeho rodném městě, Strzegomu

Johann Christian Günther (8. dubna 1695 – 15. března 1723) byl německý barokní básník z Dolního Slezska.

## Život
Narodil se ve městě Strzegom (Striegau) jako syn lékaře, vystudoval gymnázium ve Svídnici (Schweidnitz), v roce 1715 byl svým otcem vyslán studovat medicínu ve Wittenbergu. Tu ale studovat nechtěl, proto odešel ze školy a s rodinou přerušil styky. V roce 1717 odešel do Lipska, kde začal publikovat poesii. Oslavnou básní na uzavření míru mezi Osmanskou a Habsburskou říší získal literární věhlas, jeho životní úroveň se ale zhoršovala. Vedl neuspořádaný život, opíjel se, upadal do čím dál větší bídy.
Krátce před svojí promocí zemřel v Jeně, kam odešel, aby dokončil studium medicíny, a to ve věku 27 let.

## Dílo
Goethe o něm řekl, že byl básníkem v nejhlubším smyslu toho slova. Jeho lyrické básně svědčí o velké a živé citlivosti, obrovské imaginační síle a zvukovém citu, důmyslu, a přestože je v nich mnohdy přítomen vulgární cynismus, dokazují velmi bohatou fantasii.
Germanista Vojtěch Jirát ho co do životního stylu i tematiky srovnává s Villonem, Ludvík Kundera ho označuje za "barokního proklatce" a poukazuje na to, že se jeho dílem inspirovali někteří básníci expresionistické generace. Výbor z Güntherových veršů vyšel v českém překladu Josefa Hiršala pod názvem Krvavý rubín v roce 2003.
- 1718 – Ode auf den Frieden von Passarowitz
- 1715 – Die von Theodosio bereuete Eifersucht (drama)[6]

## Galerie

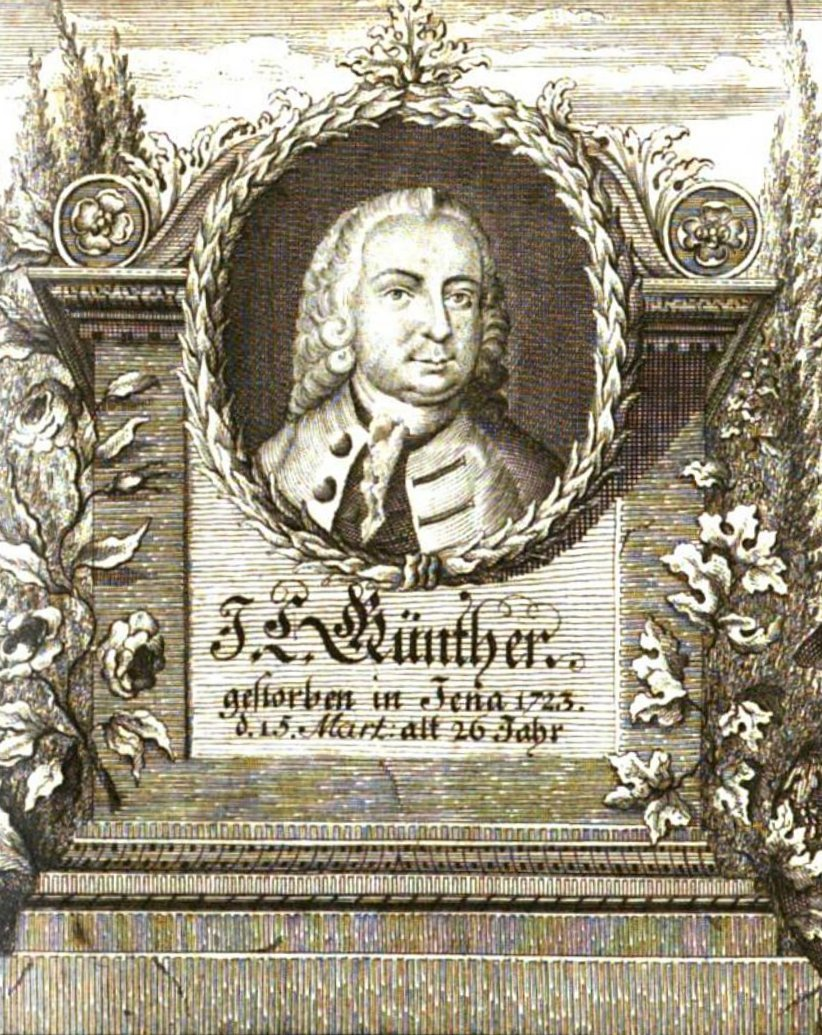
Johann Christian Günther
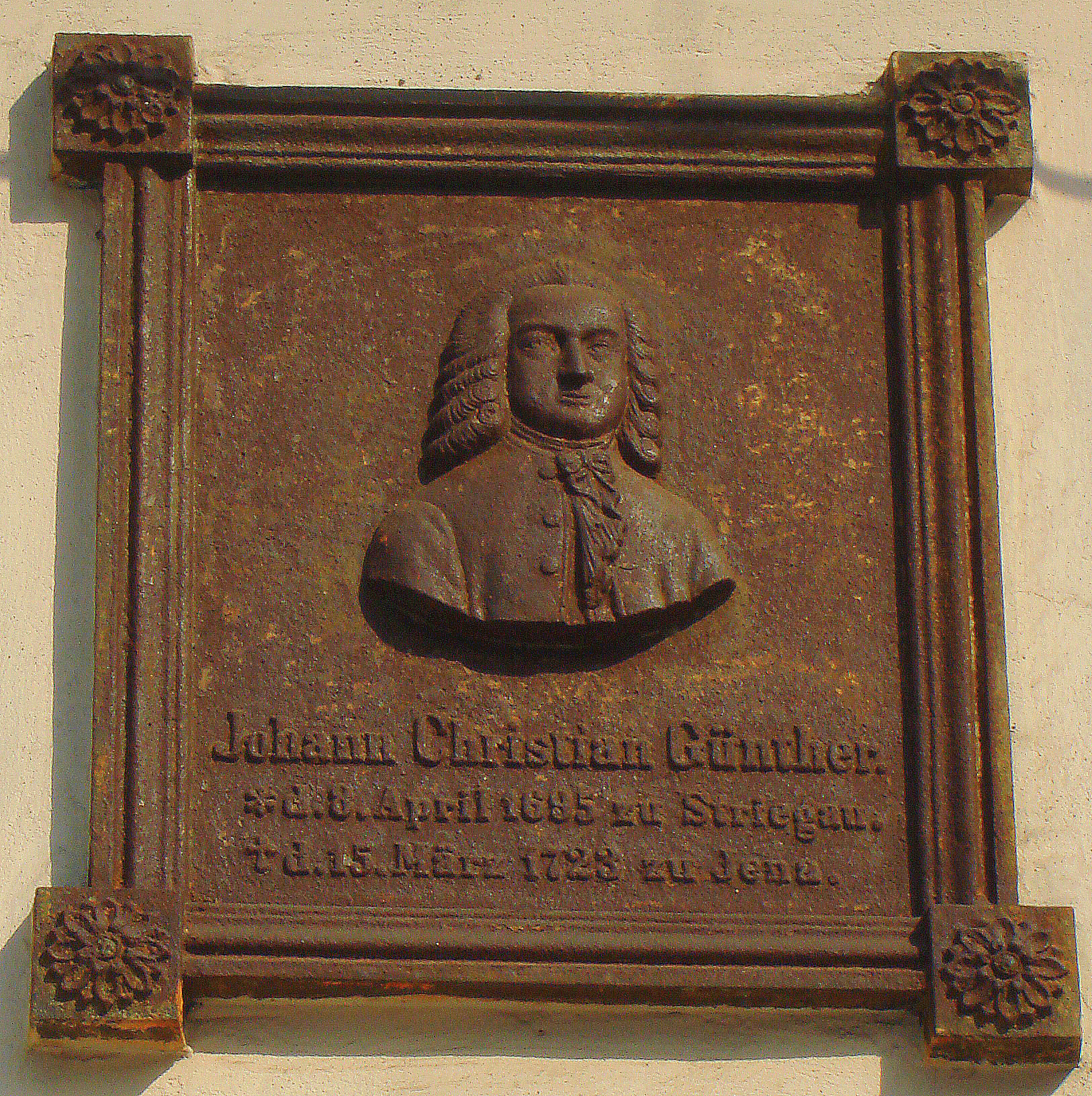
Pamětní deska v Polsku (Kamienna Góra)
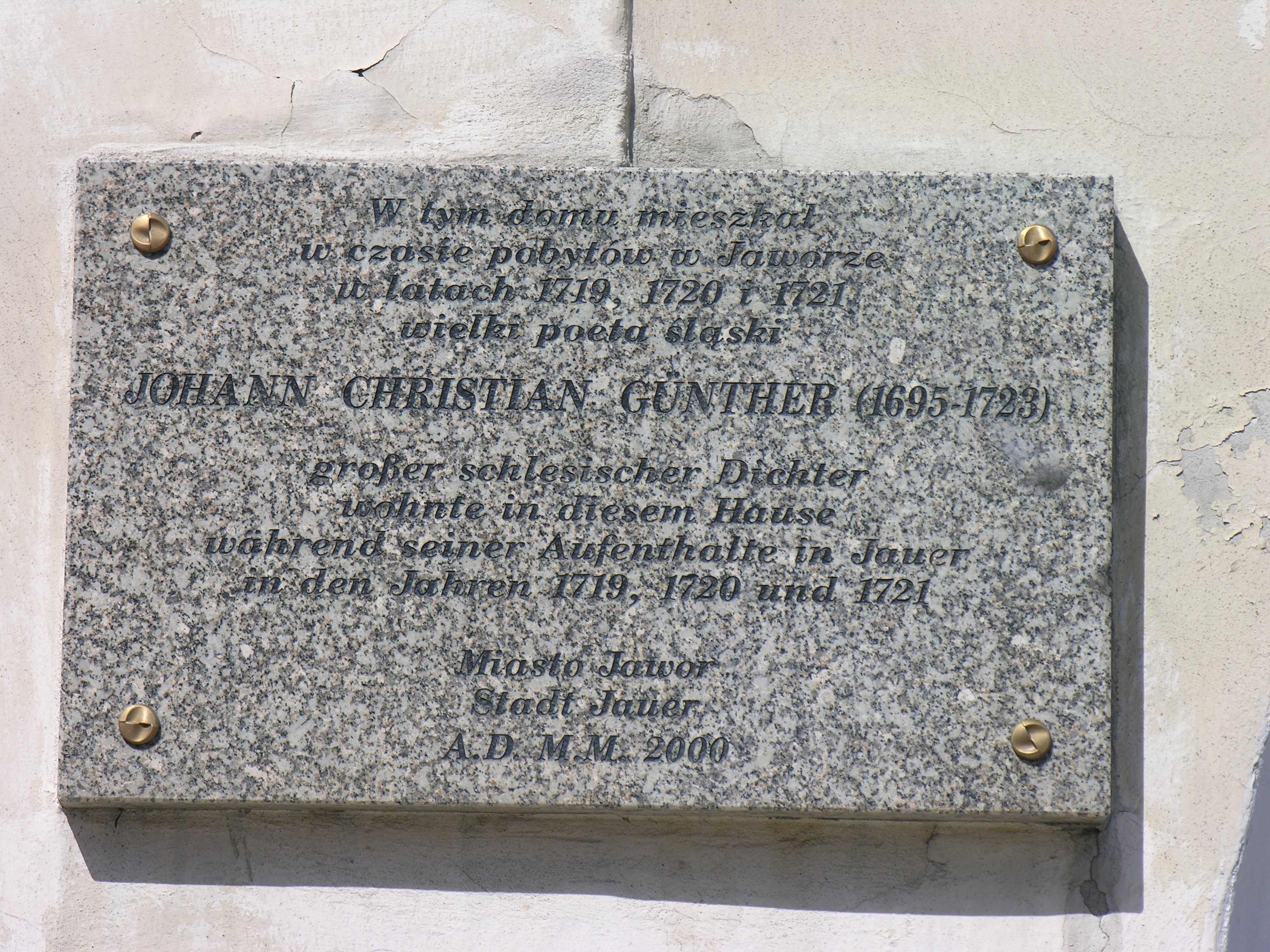
Pamětní deska v polském Jaworu
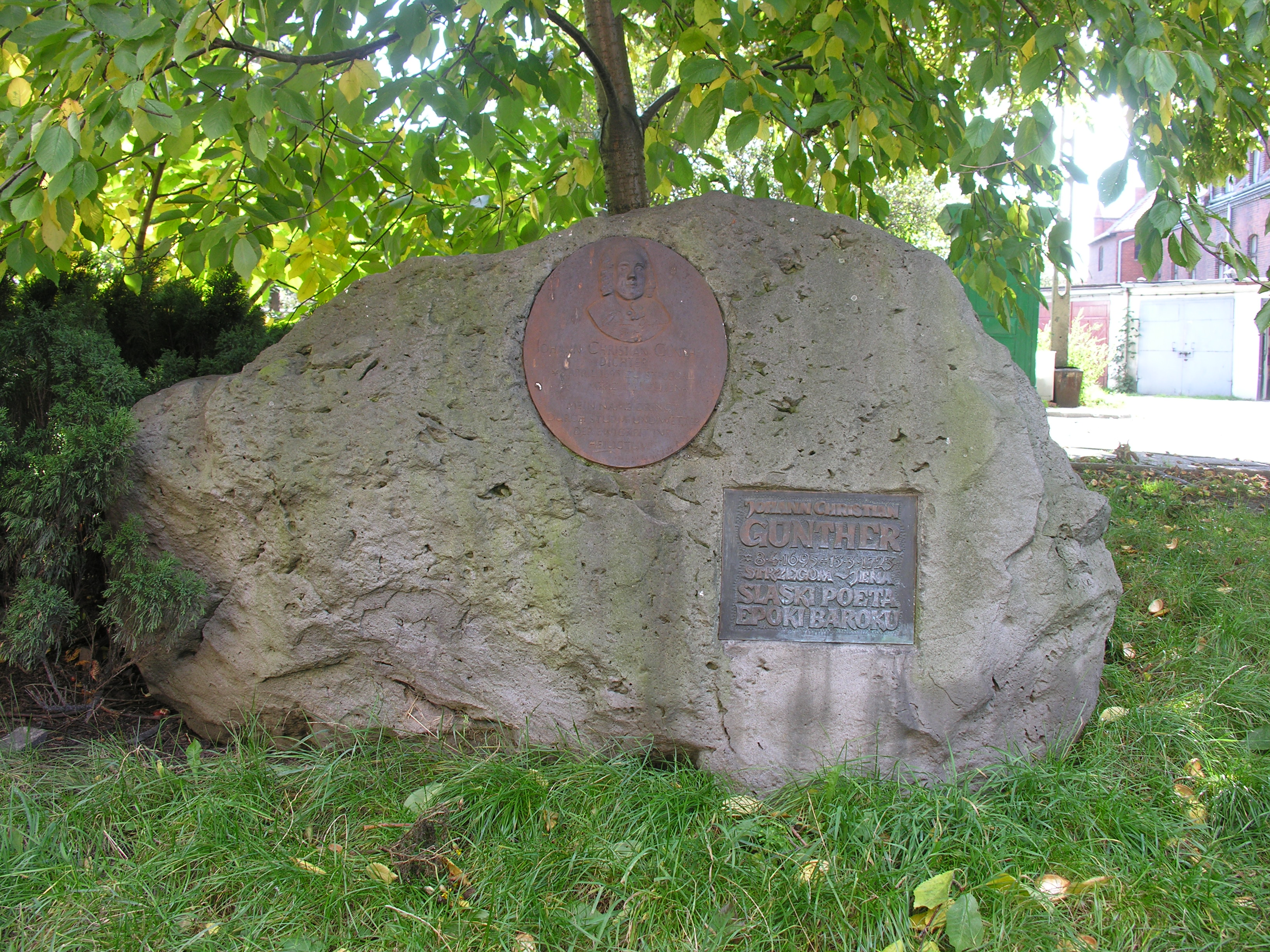
Pamětní kámen v polském Strzegomu
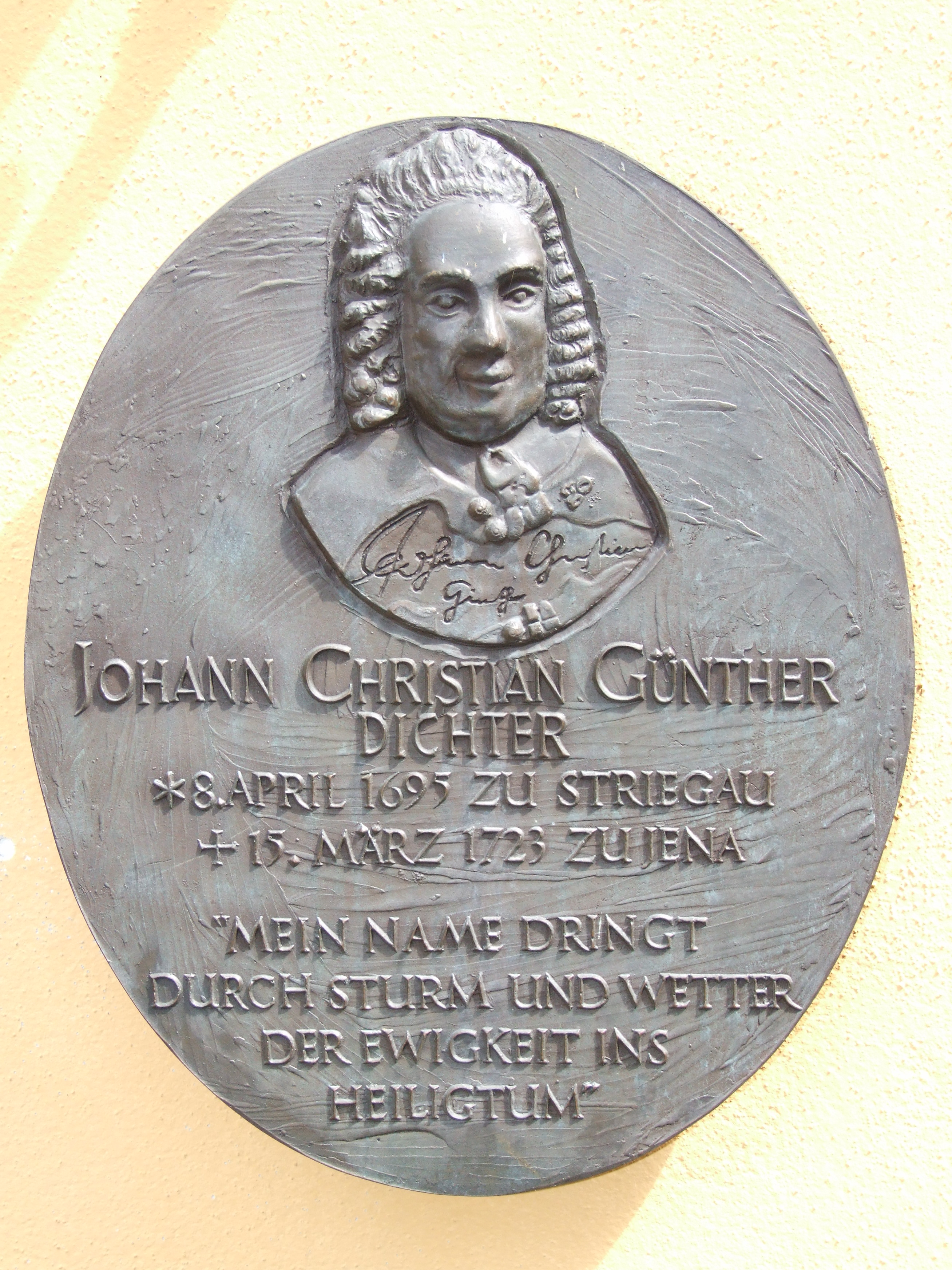
Johann Christian Günther (Haus Schlesien, Königswinter)